# スティンティーノ
スティンティーノ（イタリア語: Stintino）は、イタリア共和国サルデーニャ自治州サッサリ県にある、人口約1,600人の基礎自治体（コムーネ）。

## 地理

### 位置・広がり

#### 隣接コムーネ

隣接するコムーネは以下の通り。
- サッサリ

## 行政

### 分離集落
スティンティーノには、以下の分離集落（フラツィオーネ）がある。
- Le Vele, Nodigheddu, Pischina Salidda, Pozzo San Nicola, Rocca Ruja, Tonnara Saline, Ercoli, Preddu Nieddu, Piddiacca, Punta Su Turrione, Unia, Ezzi Mannu